# FMRIB Software Library
FSL (Akronym für FMRIB Software Library) ist neben AFNI und SPM eines der wichtigsten Softwarepakete zur Anzeige (FSLview), Bearbeitung und Auswertung von funktionellen Magnetresonanztomografie-Bilddaten. Es wird am Oxford Centre for Functional MRI of the Brain der University of Oxford entwickelt und unter einer selbstgewählten Open-Source-Lizenz veröffentlicht (Halbfreie Software) – außer FSLview, dass unter der GPLv2 steht. Es läuft unter dem Betriebssystem GNU/Linux und dort sowohl in der Kommandozeile als auch als grafische Anwendungen in vielen Fällen. Durch die Kompatibilität der textbasierten und grafischen Programme und dadurch, dass letztere die Befehlsstruktur ausgeben oder protokollieren sind Auswertungen mit FSL automatisierbar. Auch gibt es eine FSL-Schnittstelle in der Software-Pipeline Nipype, die durch Python-Skripte eine kontrollierte, strukturierte und parallelisierte Verwendung von verschiedenen Software-Paketen zur Auswertung von MRT-Daten bietet.
Die Stärke von FSL liegt allgemein in ihrer Komplexität und Aktualität und speziell in der Unabhängigkeitsanalyse (Independent component analysis) durch Melodic für die Artefakt-Suche und die Analyse von Resting-State-Netzwerken und weiterhin FSLview und den Tools zur Auswertung von diffusionsgewichteten Magnetresonanztomografien.